# Államok vezetőinek listája 1989-ben
Ezen az oldalon az 1989-ben fennálló államok vezetőinek névsora olvasható földrészek, majd országok szerinti bontásban.

## Európa
- Albánia (népköztársaság)
  - A kommunista párt főtitkára – Ramiz Alia (1985–1991), lista
  - Államfő - Ramiz Alia (1982–1992), lista
  - Kormányfő - Adil Çarçani (1981–1991), lista
- Andorra (parlamentáris társhercegség)
  - Társhercegek
    - Francia társherceg - François Mitterrand (1981–1995), lista
    - Episzkopális társherceg - Joan Martí i Alanis (1971–2003), lista

  - Kormányfő - Josep Pintat-Solans (1984–1990), lista
- Ausztria (szövetségi köztársaság)
  - Államfő - Kurt Waldheim (1986–1992), lista
  - Kancellár - Franz Vranitzky (1986–1997), szövetségi kancellár lista
- Belgium (parlamentáris monarchia)
  - Uralkodó - I. Baldvin király (1951–1993)
  - Kormányfő - Wilfried Martens (1981–1992), lista
- Bulgária (népköztársaság)
  - A kommunista párt vezetője – 
    1. Todor Zsivkov (1954–1989)
    2. Petar Mladenov (1989–1990), a Bolgár Kommunista Párt főtitkára

  - Államfő - 
    1. Todor Zsivkov (1971–1989)
    2. Petar Mladenov (1989–1990), lista

  - Kormányfő - Georgi Atanaszov (1986–1990), lista
- Ciprus (köztársaság)
  - Államfő - Jórgosz Vaszilíu (1988–1993), lista
  -  Észak-Ciprus (szakadár állam, csak Törökország ismeri el)
    - Államfő - Rauf Raif Denktaş (1975–2005), lista
    - Kormányfő - Derviş Eroğlu (1985–1994), lista
- Csehszlovákia (népköztársaság)
  - A kommunista párt vezetője –  
    1. Milouš Jakeš (1987–1989)
    2. Karel Urbánek (1989)
    3. Ladislav Adamec (1989–1990), a Csehszlovák Kommunista Párt főtitkára

  - Államfő - 
    1. Gustáv Husák (1975–1989)
    2. Marián Čalfa (1989)
    3. Václav Havel (1989–1992), lista

  - Kormányfő - 
    1. Ladislav Adamec (1988–1989)
    2. Marián Čalfa (1989–1992), lista
- Dánia (parlamentáris monarchia)
  - Uralkodó - II. Margit királynő (1972–2024)
  - Kormányfő - Poul Schlüter (1982–1993), lista
  -  Feröer
    - Kormányfő – 
      1. Atli Pætursson Dam (1985–1989)
      2. Jógvan Sundstein (1989–1991), lista

  -  Grönland
    - Kormányfő – Jonathan Motzfeldt (1979–1991), lista
- Egyesült Királyság (parlamentáris monarchia)
  - Uralkodó - II. Erzsébet Nagy-Britannia királynője (1952–2022)
  - Kormányfő - Margaret Thatcher (1979–1990), lista
  -  Gibraltár (brit tengerentúli terület)
    - Kormányzó - 
      1. Sir Peter Terry (1985–1989)
      2. Sir Derek Reffell (1989–1993), lista

    - Főminiszter - Joe Bossano (1988–1996), lista

  -  Guernsey Bailiffség (brit koronafüggőség)
    - Alkormányzó - Sir Alexander Boswell (1985–1990), lista

  -  Jersey Bailiffség (brit koronafüggőség)
    - Alkormányzó - Sir William Pillar (1985–1990), lista

  -  Man-sziget (brit koronafüggőség)
    - Alkormányzó - Laurence New (1985–1990), lista
    - Főminiszter - Miles Walker (1986–1996), lista
- Finnország (köztársaság)
  - Államfő - Mauno Koivisto (1982–1994), lista
  - Kormányfő - Harri Holkeri (1987–1991), lista
  -  Åland
    - Kormányfő – Sune Eriksson (1988–1991)
- Franciaország (köztársaság)
  - Államfő - François Mitterrand (1981–1995), lista
  - Kormányfő - Michel Rocard (1988–1991), lista
- Görögország (köztársaság)
  - Államfő - Hrísztosz Szardzetákisz (1985–1990), lista
  - Kormányfő - 
    1. Andreasz Papandreu (1981–1989)
    2. Cannisz Cannetákisz (1989)
    3. Jannisz Grivasz (1989)
    4. Kszenofón Zolotász (1989–1990), lista
- Hollandia (parlamentáris monarchia)
  - Uralkodó - Beatrix királynő (1980–2013)
  - Miniszterelnök - Ruud Lubbers (1982–1994), lista
  -  Holland Antillák (a Holland Királyság tagállama)
    - lásd Észak-Amerikánál

  -  Aruba (a Holland Királyság tagállama)
    - lásd Észak-Amerikánál
- Izland (köztársaság)
  - Államfő - Vigdís Finnbogadóttir (1980–1996), lista
  - Kormányfő - Steingrímur Hermannsson (1988–1991), lista
- Írország (köztársaság)
  - Államfő - Patrick Hillery (1976–1990), lista
  - Kormányfő - Charles Haughey (1987–1992), lista
- Jugoszlávia (népköztársaság)
  - A kommunista párt vezetője – 
    1. Stipe Šuvar (1988–1989)
    2. Milan Pančevski (1989–1990), a Jugoszláv Kommunista Liga Elnökségének elnöke

  - Államfő - 
    1. Raif Dizdarević (1988–1989)
    2. Janez Drnovšek (1989–1990), Jugoszlávia Elnöksége elnöke, lista

  - Kormányfő - 
    1. Branko Mikulić (1986–1989)
    2. Ante Marković (1989–1991), lista
- Lengyelország (népköztársaság)
- A Lengyel Népköztársaság 1989. december 30-án lett Lengyel Köztársaság.
  - A kommunista párt vezetője – 
    1. Wojciech Jaruzelski (1981–1989)
    2. Mieczysław Rakowski (1989–1990), a Lengyel Egyesült Munkáspárt KB első titkára

  - Államfő - Wojciech Jaruzelski (1985–1990), lista
  - Kormányfő - 
    1. Mieczysław Rakowski (1988–1989)
    2. Czesław Kiszczak (1989)
    3. Tadeusz Mazowiecki (1989–1991), lista
- Liechtenstein
  - Uralkodó - II. János Ádám, herceg (1989–)
  - Kormányfő - Hans Brunhart (1978–1993), lista
- Luxemburg (parlamentáris monarchia)
  - Uralkodó - János nagyherceg (1964–2000)
  - Kormányfő - Jacques Santer (1984–1995), lista
- Magyarország (népköztársaság)
- A Magyar Népköztársaság 1989. október 23-án lett Magyar Köztársaság.
  - Államfő - 
    1. Straub F. Brunó (1988–1989) az Elnöki Tanács elnöke
    2. Szűrös Mátyás (1989–1990), lista

  - Kormányfő - Németh Miklós (1988–1990), lista
- Málta (köztársaság)
  - Államfő - Ċensu Tabone (1989–1994), lista
  - Kormányfő - Edward Fenech Adami (1987–1996), lista
- Monaco
  - Uralkodó - III. Rainier herceg (1949–2005)
  - Államminiszter - Jean Ausseil (1985–1991), lista
- NDK (Német Demokratikus Köztársaság) (népköztársaság)
  - A kommunista párt vezetője –
    1. Erich Honecker (1971–1989)
    2. Egon Krenz (1989), a Német Szocialista Egységpárt főtitkára

  - Államfő –
    1. Erich Honecker (1976–1989)
    2. Egon Krenz (1989)
    3. Manfred Gerlach (1989–1990), az NDK Államtanácsának ügyvivő elnöke

  - Kormányfő –
    1. Willi Stoph (1976–1989)
    2. Hans Modrow (1989–1990), az NDK Minisztertanácsának elnöke
- NSZK (Német Szövetségi Köztársaság) (szövetségi köztársaság)
  - Államfő - Richard von Weizsäcker (1984–1994), lista
  - Kancellár - Helmut Kohl (1982–1998), lista
- Norvégia (parlamentáris monarchia)
  - Uralkodó - V. Olav király (1957–1991)
  - Kormányfő - 
    1. Gro Harlem Brundtland (1986–1989)
    2. Jan P. Syse (1989–1990), lista
- Olaszország (köztársaság)
  - Államfő - Francesco Cossiga (1985–1992), lista
  - Kormányfő - 
    1. Ciriaco De Mita (1988–1989)
    2. Giulio Andreotti (1989–1992), lista
- Portugália (köztársaság)
  - Államfő - Mário Soares (1986–1996), lista
  - Kormányfő - Aníbal Cavaco Silva (1985–1995), lista
- Románia (népköztársaság)
- A Román Szocialista Köztársaság 1989. december 29-én lett Román Köztársaság.
  - A kommunista párt vezetője –  Nicolae Ceaușescu (1965–1989), a Román Kommunista Párt főtitkára
  - Államfő - 
    1. Nicolae Ceaușescu (1967–1989)
    2. Nemzeti Megmentési Tanács (1989)
    3. Ion Iliescu (1989–1996), lista

  - Kormányfő - 
    1. Constantin Dăscălescu (1982–1989)
    2. Petre Roman (1989–1991), lista
- San Marino (köztársaság)
  - Régenskapitányok
- Spanyolország (parlamentáris monarchia)
  - Uralkodó - I. János Károly király (1975–2014)
  - Kormányfő - Felipe Gonzáles (1982–1996), lista
- Svájc (konföderáció)
  - Szövetségi Tanács:[1]
Otto Stich (1983–1995), Jean-Pascal Delamuraz (1983–1998), elnök, Elisabeth Kopp (1984–1989), Arnold Koller (1986–1999), Flavio Cotti (1986–1999), René Felber (1987–1993), Adolf Ogi (1987–2000), Kaspar Villiger (1989–2003)
- Svédország (parlamentáris monarchia)
  - Uralkodó - XVI. Károly Gusztáv király (1973–)
  - Kormányfő - Ingvar Carlsson (1986–1991), lista
- Szovjetunió szövetségi köztársaság
  - A kommunista párt vezetője – Mihail Gorbacsov (1985–1991), a Szovjetunió Kommunista Pártjának főtitkára
  - Államfő – Mihail Gorbacsov (1988–1991), lista
  - Kormányfő – Nyikolaj Rizskov (1985–1991), lista
- Vatikán (abszolút monarchia)
  - Uralkodó - II. János Pál pápa (1978–2005)
  - Államtitkár - Agostino Casaroli bíboros (1979–1990), lista

## Afrika
- Algéria (köztársaság)
  - Államfő - Csadli Bendzsedid (1979–1992), lista
  - Kormányfő - 
    1. Kaszdi Merbah (1988–1989)
    2. Mulud Hamrus (1989–1991), lista
- Angola (népköztársaság)
  - A kommunista párt vezetője –  José Eduardo dos Santos (1979–1991), az Angolai Munkáspárt Népi Mozgalmának főtitkára
  - Államfő - José Eduardo dos Santos (1979–2017), lista
- Benin (népköztársaság)
  - A kommunista párt vezetője – Mathieu Kérékou tábornok (1979–1990), a Benini Népi Forradalmi Párt főtitkára
  - Államfő - Mathieu Kérékou tábornok (1972–1991), lista
- Bissau-Guinea (köztársaság)
  - Államfő - João Bernardo Vieira (1984–1999), lista
- Botswana (köztársaság)
  - Államfő - Quett Masire (1980–1998), lista
- Burkina Faso (köztársaság)
  - Államfő - Blaise Compaoré (1987–2014), lista
- Burundi (köztársaság)
  - Államfő - Pierre Buyoya (1987–1993), lista
  - Kormányfő – Adrien Sibomana (1988–1993), lista
- Csád (köztársaság)
  - Államfő - Hissène Habré (1982–1990), lista
- Comore-szigetek (köztársaság)
  - Államfő - 
    1. Ahmed Abdallah (1978–1989)
    2. Said Mohamed Djohar (1989–1995), lista
- Dél-afrikai Köztársaság (köztársaság)
  - Államfő - 
    1. P. W. Botha (1984–1989)
    2. Frederik Willem de Klerk (1989–1994), lista

  -  Bophuthatswana (el nem ismert állam)
    - Államfő - Lucas Mangope (1968–1994)[2]

  -  Ciskei (el nem ismert állam)
    - Államfő - Lennox Sebe (1973–1990)[3]

  -  Transkei (el nem ismert állam)
    - Államfő - Tutor Nyangelizwe Vulindlela Ndamase (1986–1994)
    - Kormányfő - Bantu Holomisa(1987–1994), lista

  -  Venda (el nem ismert állam)
    - Államfő - Frank N. Ravel (1988–1990)[4]

  - Délnyugat-Afrika (Népszövetségi mandátum, dél-afrikai igazgatás alatt)
    - Főadminisztrátor – Louis Pienaar (1985–1990), lista
    - Kormányfő –
      1. Andrew Matjila (1988–1989)
      2. Harry Booysen (1989), Délnyugat-Afrika Átmeneti Egységkormányának elnöke
- Dzsibuti (köztársaság)
  - Államfő - Hassan Gouled Aptidon (1977–1999), lista
  - Kormányfő - Barkat Gourad Hamadou (1978–2001), lista
- Egyenlítői-Guinea (köztársaság)
  - Államfő - Teodoro Obiang Nguema Mbasogo (1979–), lista
  - Kormányfő - Cristino Seriche Bioko (1982–1992), lista
- Egyiptom (köztársaság)
  - Államfő - Hoszni Mubárak (1981–2011), lista
  - Kormányfő - Atef Sedki (1986–1996), lista
- Elefántcsontpart (köztársaság)
  - Államfő - Félix Houphouët-Boigny (1960–1993), lista
- Etiópia (népköztársaság)
  - A kommunista párt vezetője – Mengisztu Hailé Mariam alezredes (1984–1991)
  - Államfő - Mengisztu Haile Mariam alezredes (1977–1991), lista
  - Kormányfő - 
    1. Fikre Szelasszié Wogderess (1987–1989)
    2. Hailu Yimenu (1989–1991) megbízott, lista
- Gabon (köztársaság)
  - Államfő - Omar Bongo (1967–2009), lista
  - Kormányfő - Léon Mébiame (1975–1990), lista
- Gambia (köztársaság)
  - Államfő - Sir Dawda Jawara (1970–1994), lista
- Ghána (köztársaság)
  - Államfő- Jerry Rawlings (1981–2001), lista
- Guinea (köztársaság)
  - Államfő - Lansana Conté (1984–2008), lista
- Kamerun (köztársaság)
  - Államfő - Paul Biya (1982–), lista
- Kenya (köztársaság)
  - Államfő - Daniel arap Moi (1978–2002), lista
- Kongói Köztársaság (népköztársaság)
  - A kommunista párt vezetője – Denis Sassou Nguesso (1979–1991), a Kongói Munkáspárt Központi Bizottsága elnökségének elnöke
  - Államfő - Denis Sassou Nguesso (1979–1992), lista
  - Kormányfő – 
    1. Ange Édouard Poungui (1984–1989)
    2. Alphonse Poaty-Souchlaty (1989–1990), lista
- Közép-afrikai Köztársaság (köztársaság)
  - Államfő - André Kolingba (1981–1993), lista
- Lesotho (alkotmányos monarchia)
  - Uralkodó - II. Moshoeshoe király (1965–1990)
  - Kormányfő - Justin Lekhanya vezérőrnagy (1986–1991), lista
- Libéria (köztársaság)
  - Államfő - Samuel Doe (1980–1990), lista
- Líbia (köztársaság)
  - De facto országvezető - Moammer Kadhafi (1969–2011), lista
  - Névleges államfő - Mifta al-Uszta Umár (1984–1990), Líbia Népi Kongresszusa főtitkára
  - Kormányfő - Umar Musztafa al-Muntaszir (1987–1990), lista
- Madagaszkár (köztársaság)
  - Államfő - Didier Ratsiraka (1975–1993), lista
  - Kormányfő - Victor Ramahatra (1988–1991), lista
- Malawi (köztársaság)
  - Államfő - Hastings Banda (1966–1994), lista
- Mali (köztársaság)
  - Államfő - Moussa Traoré vezérőrnagy (1968–1991), lista
- Marokkó (alkotmányos monarchia)
  - Uralkodó - II. Haszan király (1961–1999)
  - Kormányfő - Azzeddin Laraki (1986–1992), lista
  -  Nyugat-Szahara (részben elismert állam)
    - Államfő - Mohamed Abdelaziz (1976–2016), lista
    - Kormányfő - Mahfoud Ali Beiba (1988–1993), lista
- Mauritánia (köztársaság)
  - Államfő - Maaouya Ould Sid'Ahmed Taya (1984–2005), lista
  - Kormányfő - Maaouya Ould Sid'Ahmed Taya (1984–1992), lista
- Mauritius (monarchia)
  - Uralkodó – II. Erzsébet királynő (1968–1992)
  - Főkormányzó – Sir Veerasamy Ringadoo (1986–1992), lista
  - Kormányfő - Sir Anerood Jugnauth (1982–1995), lista
- Mayotte (Franciaország tengerentúli megyéje)
  - Prefektus - Daniel Limodin (1988–1990), lista
  - A Területi Tanács elnöke - Younoussa Bamana (1976–2004)
- Mozambik (népköztársaság)
  - A kommunista párt vezetője – Joaquim Chissano (1986–1990), a Mozambiki Felszabadítási Front elnöke
  - Államfő - Joaquim Chissano (1986–2005), lista
  - Kormányfő - Mário da Graça Machungo (1986–1994), lista
- Niger (köztársaság)
  - Államfő - Ali Saïbou (1987–1993), lista
  - Kormányfő - Mamane Oumarou (1988–1989), lista
- Nigéria (köztársaság)
  - Államfő - Ibrahim Babangida (1985–1993), lista
- Ruanda (köztársaság)
  - Államfő - Juvénal Habyarimana (1973–1994), lista
- São Tomé és Príncipe (köztársaság)
  - Államfő - Manuel Pinto da Costa (1975–1991), lista
  - Kormányfő - Celestino Rocha da Costa (1988–1991), lista
- Seychelle-szigetek (köztársaság)
  - Államfő - France-Albert René (1977–2004), lista
- Sierra Leone (köztársaság)
  - Államfő - Joseph Saidu Momoh (1985–1992), lista
- Szenegál (köztársaság)
  - Államfő - Abdou Diouf (1981–2000), lista
- Szent Ilona, Ascension és Tristan da Cunha (Egyesült Királyság tengerentúli területe)
  - Kormányzó - Robert F Stimson (1988–1991), lista
- Szomália (köztársaság)
  - A kommunista párt vezetője – Sziad Barré (1976–1991), a Szomáliai Forradalmi Szocialista Párt főtitkára
  - Államfő – Sziad Barré (1969–1991), lista
  - Kormányfő – Muhammad Ali Szamatar (1987–1990), lista
- Szudán (köztársaság)
  - Államfő - 
    1. Ahmed el-Mirgáni (1986–1989)
    2. Omar el-Basír (1989–2019), lista
- Szváziföld (abszolút monarchia)
  - Uralkodó - II. Mswati, király (1986–)
  - Kormányfő - 
    1. Sotsha Dlamini (1986–1989)
    2. Obed Dlamini (1989–1993), lista
- Tanzánia (köztársaság)
  - Államfő - Ali Hassan Mwinyi (1985–1995), lista
  - Kormányfő - Joseph Sinde Warioba (1985–1990), lista
  -  Zanzibár
    - Államfő – Idris Abdul Wakil (1985–1990), elnök
    - Kormányfő – Omar Ali Juma (1988–1995), főminiszter
- Togo (köztársaság)
  - Államfő - Gnassingbé Eyadéma (1967–2005), lista
- Tunézia (köztársaság)
  - Államfő - Zín el-Ábidín ben Ali (1987–2011), lista
  - Kormányfő - 
    1. Hédi Bakkúse (1987–1989)
    2. Hamed Karúi (1989–1999), lista
- Uganda (köztársaság)
  - Államfő - Yoweri Museveni (1986–), lista
  - Kormányfő - Samson Kisekka (1986–1991), lista
- Zaire (köztársaság)
  - Államfő - Mobutu Sese Seko (1965–1997), lista
  - Kormányfő - Kengo wa Dondo (1988–1990), lista
- Zambia (köztársaság)
  - Államfő - Kenneth Kaunda (1964–1991), lista
  - Kormányfő – 
    1. Kebby Musokotwane (1985–1989)
    2. Malimba Masheke (1989–1991) lista
- Zimbabwe (köztársaság)
  - Államfő - Robert Mugabe (1987–2017), lista
- Zöld-foki Köztársaság (köztársaság)
  - Államfő - Aristides Pereira (1975–1991), lista
  - Kormányfő - Pedro Pires (1975–1991), lista

## Dél-Amerika
- Argentína (köztársaság)
  - Államfő - 
    1. Raúl Alfonsín (1983–1989)
    2. Carlos Menem (1989–1999), lista
- Bolívia (köztársaság)
  - Államfő - 
    1. Víctor Paz Estenssoro (1985–1989)
    2. Jaime Paz Zamora (1989–1993), lista
- Brazília (köztársaság)
  - Államfő - José Sarney (1985–1990), lista
- Chile (köztársaság)
  - Államfő - Augusto Pinochet tábornok (1973–1990), lista
- Ecuador (köztársaság)
  - Államfő - Rodrigo Borja Cevallos (1988–1992), lista
- Falkland-szigetek (Az Egyesült Királyság tengerentúli területe)
  - Kormányzó - William Hugh Fullerton (1988–1992), lista
  - Kormányfő - 
    1. David G. P. Taylor (1988–1989)
    2. Ronald Sampson (1989–1994), lista
- Guyana (köztársaság)
  - Államfő - Desmond Hoyte (1985–1992), lista
  - Miniszterelnök - Hamilton Green (1985–1992), lista
- Kolumbia (köztársaság)
  - Államfő - Virgilio Barco Vargas (1986–1990), lista
- Paraguay (köztársaság)
  - Államfő - 
    1. Alfredo Stroessner (1954–1989)
    2. Andrés Rodríguez (1989–1993), lista
- Peru (köztársaság)
  - Államfő - Alan García (1985–1990), lista
  - Kormányfő - 
    1. Armando Villanueva (1988–1989)
    2. Luis Alberto Sánchez (1989)
    3. Guillermo Larco Cox (1989–1990), lista
- Suriname (köztársaság)
  - Államfő - Ramsewak Shankar (1988–1990), lista
- Uruguay (köztársaság)
  - Államfő - Julio María Sanguinetti (1985–1990), lista
- Venezuela (köztársaság)
  - Államfő - 
    1. Jaime Lusinchi (1984–1989)
    2. Carlos Andrés Pérez (1989–1993), lista

## Észak- és Közép-Amerika
- Amerikai Egyesült Államok (köztársaság)
  - Államfő - 
    1. Ronald Reagan (1981–1989)
    2. George H. W. Bush (1989–1993), lista

  -  Puerto Rico (Az Egyesült Államok társult állama)
    - Kormányzó - Rafael Hernández Colón (1985–1993), lista

  -  Amerikai Virgin-szigetek (Az Egyesült Államok társult állama)
    - Kormányzó - Alexander A. Farrelly (1987–1995), lista
- Anguilla (Az Egyesült Királyság tengerentúli területe)
  - Kormányzó - 
    1. Geoffrey Owen Whittaker (1987–1989)
    2. Brian G.J. Canty (1989–1992), lista

  - Főminiszter - Emile Gumbs (1984–1994)
- Antigua és Barbuda (parlamentáris monarchia)
  - Uralkodó - II. Erzsébet királynő, Antigua és Barbuda királynője, (1981–2022)
  - Főkormányzó - Sir Wilfred Jacobs (1967–1993), lista
  - Kormányfő - Vere Bird (1976–1994),[5] lista
- Aruba (A Holland Királyság társult állama)
  - Uralkodó - Beatrix királynő, Aruba királynője, (1980–2013)
  - Kormányzó - Felipe Tromp (1986–1992), lista
  - Miniszterelnök - 
    1. Henny Eman (1986–1989)
    2. Nelson Oduber (1989–1994), lista
- Bahama-szigetek (parlamentáris monarchia)
  - Uralkodó - II. Erzsébet királynő, a Bahama-szigetek királynője (1973–2022)
  - Főkormányzó - Sir Henry Milton Taylor (1988–1992), lista
  - Kormányfő - Sir Lynden Pindling (1967–1992),[6] lista
- Barbados (parlamentáris monarchia)
  - Uralkodó - II. Erzsébet királynő, Barbados királynője (1966–2021)
  - Főkormányzó - Sir Hugh Springer (1984–1990), lista
  - Kormányfő - Lloyd Erskine Sandiford (1987–1994), lista
- Belize (parlamentáris monarchia)
  - Uralkodó - II. Erzsébet királynő, Belize királynője, (1981–2022)
  - Főkormányzó - Dáma Elmira Minita Gordon (1981–1993), lista
  - Kormányfő - 
    1. Manuel Esquivel (1984–1989)
    2. George Cadle Price (1989–1993), lista
- Bermuda (Az Egyesült Királyság tengerentúli területe)
  - Kormányzó - Sir Desmond Langley (1988–1992), lista
  - Kormányfő - Sir John Swan (1982–1995), lista
- Brit Virgin-szigetek (Az Egyesült Királyság tengerentúli területe)
  - Kormányzó - J. Mark A. Herdman (1986–1991), lista
  - Kormányfő - Lavity Stoutt (1986–1995), lista
- Costa Rica (köztársaság)
  - Államfő - Óscar Arias Sánchez (1986–1990), lista
- Dominikai Közösség (köztársaság)
  - Államfő - Sir Clarence Seignoret (1983–1993), lista
  - Kormányfő - Dáma Eugenia Charles (1980–1995), lista
- Dominikai Köztársaság (köztársaság)
  - Államfő - Joaquín Balaguer (1986–1996), lista
- Salvador (köztársaság)
  - Államfő - 
    1. José Napoleón Duarte (1984–1989)
    2. Alfredo Cristiani (1989–1994), lista
- Grenada (parlamentáris monarchia)
  - Uralkodó - II. Erzsébet királynő, Grenada királynője, (1974–2022)
  - Főkormányzó - Sir Paul Scoon (1978–1992), lista
  - Kormányfő - 
    1. Herbert Blaize (1984–1989)
    2. Ben Jones (1989–1990), lista
- Guatemala (köztársaság)
  - Államfő - Vinicio Cerezo (1986–1991), lista
- Haiti (köztársaság)
  - Államfő - Prosper Avril (1988–1990), lista
- Holland Antillák (A Holland Királyság társult állama)
  - Uralkodó - Beatrix királynő, a Holland Antillák királynője, (1980–2010)
  - Kormányzó - René Römer (1983–1990), lista
  - Miniszterelnök - Maria Liberia Peters (1988–1993), lista
- Honduras (köztársaság)
  - Államfő - José Azcona del Hoyo (1986–1990), lista
- Jamaica (parlamentáris monarchia)
  - Uralkodó - II. Erzsébet királynő, Jamaica királynője, (1962–2022)
  - Főkormányzó - Sir Florizel Glasspole (1973–1991), lista
  - Kormányfő - 
    1. Edward Seaga (1980–1989)
    2. Michael Manley (1989–1992), lista
- Kajmán-szigetek (Az Egyesült Királyság tengerentúli területe)
  - Kormányzó - Alan James Scott (1987–1992), lista
- Kanada (parlamentáris monarchia)
  - Uralkodó - II. Erzsébet királynő, Kanada királynője, (1952–2022)
  - Főkormányzó - Jeanne Sauvé (1984–1990), lista
  - Kormányfő - Brian Mulroney (1984–1993), lista
- Kuba (népköztársaság)
  - A kommunista párt főtitkára - Fidel Castro (1965–2011), főtitkár
  - Államfő - Fidel Castro (1976–2008), lista
  - Miniszterelnök - Fidel Castro (1959–2008), lista
- Mexikó (köztársaság)
  - Államfő - Carlos Salinas de Gortari (1988–1994), lista
- Montserrat (Az Egyesült Királyság tengerentúli területe)
  - Kormányzó - Christopher J. Turner (1987–1990), lista
  - Kormányfő - John Osborne (1978–1991), lista
- Nicaragua (köztársaság)
  - Államfő - Daniel Ortega (1985–1990), lista
- Panama (köztársaság)
  - De facto országvezető – Manuel Noriega tábornok (1983–1989)
  - Államfő - 
    1. Manuel Solís Palma (1988–1989), ügyvivő
    2. Francisco Rodríguez (1989), ideiglenes
    3. Guillermo Endara (1989–1994), lista
- Saint Kitts és Nevis (parlamentáris monarchia)
  - Uralkodó - II. Erzsébet királynő, Saint Kitts és Nevis királynője, (1983–2022)
  - Főkormányzó - Sir Clement Arrindell (1981–1995),[7] lista
  - Kormányfő - Kennedy Simmonds (1980–1995), lista
  -  Nevis
    - Főkormányzó-helyettes – Weston Parris (1983–1992)
    - Főminiszter – Simeon Daniel (1983–1992)
- Saint Lucia (parlamentáris monarchia)
  - Uralkodó - II. Erzsébet királynő, Szent Lucia királynője, (1979–2022)
  - Főkormányzó - Sir Stanislaus James (1988–1996), lista
  - Kormányfő - John Compton (1982–1996), lista
- Saint-Pierre és Miquelon (Franciaország külbirtoka)
  - Prefektus - Jean-Pierre Marquié (1989–1991), lista
  - A Területi Tanács elnöke - Marc Plantegenest (1984–1994), lista
- Saint Vincent és a Grenadine-szigetek (parlamentáris monarchia)
  - Uralkodó - II. Erzsébet királynő, Saint Vincent királynője, (1979–2022)
  - Főkormányzó - 
    1. Henry Harvey Williams (1988–1989)
    2. Sir David Emmanuel Jack (1989–1996), lista

  - Kormányfő - Sir James Fitz-Allen Mitchell(1984–2000), lista
- Trinidad és Tobago (köztársaság)
  - Államfő - Noor Hassanali (1987–1997), lista
  - Kormányfő - A. N. R. Robinson (1986–1991), lista
- Turks- és Caicos-szigetek (Az Egyesült Királyság tengerentúli területe)
  - Kormányzó - Michael J. Bradley (1987–1993), lista
  - Főminiszter - Oswald Skippings (1988–1991), lista

## Ázsia
- Afganisztán (népköztársaság)
  - A kommunista párt vezetője – Muhammad Nadzsibullah (1986–1990), az Afgán Népi Demokratikus Párt főtitkára
  - Államfő – Muhammad Nadzsibullah (1987–1992), lista
  - Kormányfő – 
    1. Mohammad Haszan Sárk (1988–1989)
    2. Szultan Ali Kestmand (1989–1990), lista
- Bahrein (alkotmányos monarchia)
  - Uralkodó - II. Ísza emír (1961–1999)[8]
  - Kormányfő - Halífa ibn Szalmán Al Halífa, lista (1970–2020)[9]
- Banglades (köztársaság)
  - Államfő - Husszain Muhammad Ersad altábornagy (1983–1990), lista
  - Kormányfő - 
    1. Mudud Ahmed (1988–1989)
    2. Kazi Zafar Ahmed (1989–1990), lista
- Bhután (abszolút monarchia)
  - Uralkodó - Dzsigme Szingye Vangcsuk király (1972–2006)
- Brunei (abszolút monarchia)
  - Uralkodó - Hassanal Bolkiah, szultán (1967–)[10]
  - Kormányfő - Hassanal Bolkiah szultán (1984–), lista
- Dél-Korea (köztársaság)
  - Államfő - No Tehu (1988–1993), lista
  - Kormányfő - Kang Junghun (1988–1990), lista
- Egyesült Arab Emírségek (abszolút monarchia)
  - Elnök - Zájed bin Szultán Ál Nahján (1971–2004), lista
  - Kormányfő - Rásid bin Szaíd Al Maktúm (1979–1990), lista
  - Az egyes Emírségek uralkodói (lista):
    - Abu-Dzabi – Zájed bin Szultán Ál Nahján (1971–2004)
    - Adzsmán – Humajd ibn Rásid an-Nuajmi (1981–)
    - Dubaj – Rásid bin Szaíd Al Maktúm (1979–1990)
    - Fudzsejra – Hamad ibn Muhammad as-Sarki (1974–)
    - Rász el-Haima – Szakr ibn Muhammad al-Kászimi (1948–2010)
    - Sardzsa – Szultán ibn Muhammad al-Kászimi (1987–)
    - Umm al-Kaivain – Rásid ibn Ahmad al-Mualla (1981–2009)
- Észak-Korea (népköztársaság)
  - A kommunista párt főtitkára - Kim Ir Szen (1948–1994), főtitkár
  - Államfő - Kim Ir Szen (1972–1994), országvezető
  - Kormányfő - Jon Hjongmuk (1988–1992), lista
- Fülöp-szigetek (köztársaság)
  - Államfő - Corazón Aquino (1986–1992), lista
- Hongkong (brit koronafüggőség)
  - Kormányzó - Sir David Wilson (1987–1992), lista
- India (köztársaság)
  - Államfő - R. Venkataraman (1987–1992), lista
  - Kormányfő - 
    1. Radzsiv Gandhi (1984–1989)
    2. V. P. Szing (1989–1990), lista
- Indonézia (köztársaság)
  - Államfő - Suharto (1967–1998), lista
- Irak (köztársaság)
  - Államfő - Szaddám Huszein (1979–2003), lista
  - Kormányfő - Szaddám Huszein (1979–1991), lista
- Irán (köztársaság)
  - Legfelső vallási vezető - 
    1. Ruholláh Homeini (1979–1989)
    2. Ali Hámenei (1989–), lista

  - Államfő - 
    1. Ali Hámenei (1981–1989)
    2. Ali Akbar Hasemi Rafszandzsáni (1989–1997), lista

  - Kormányfő – Mir-Hoszein Muszavi (1981–1989)
- Izrael (köztársaság)
  - Államfő - Háim Hercog (1983–1993), lista
  - Kormányfő - Jichák Sámír (1986–1992), lista
- Japán (parlamentáris monarchia)
  - Uralkodó - 
    1. Hirohito császár (1926–1989)
    2. Akihito császár (1989–2019)

  - Kormányfő - 
    1. Takesita Noboru (1987–1989)
    2. Uno Szószuke (1989)
    3. Kaifu Tosiki (1989–1991), lista
- Dél-Jemen (Jemeni Népi Demokratikus Köztársaság) (népköztársaság)
  - A kommunista párt vezetője – Ali Szalím al-Beidh (1986–1990), a Jemeni Szocialista Párt főtitkára
  - Államfő – Haidar Abu Bakr al-Attasz (1986–1990), Dél-Jemen Legfelsőbb Népi Tanácsa elnökségének elnöke
  - Kormányfő – Jaszin Szaíd Numan (1986–1990)
- Észak-Jemen (Jemeni Arab Köztársaság) (köztársaság)
  - Államfő - Ali Abdullah Szaleh (1978–2012),[11] lista
  - Kormányfő –  Abdul Aziz Abdul Gáni (1983–1990), lista
- Jordánia (alkotmányos monarchia)
  - Uralkodó - Huszejn király (1952–1999)
  - Kormányfő - 
    1. Zaid al-Rifai (1985–1989)
    2. Zaid ibn Sáker (1989)
    3. Mudar Badran (1989–1991), lista
- Kambodzsa (népköztársaság)
- A Kambodzsai Népköztársaság 1989. május 1-én Kambodzsai Köztársaságra változott.
  - A kommunista párt vezetője – Heng Szamrin (1981–1991)
  - Államtanács elnöke – Heng Szamrin (1979–1992)
  - Kormányfő – Hun Szen (1985–2023),[12] lista
- Katar (abszolút monarchia)
  - Uralkodó - Halífa emír (1972–1995)
  - Kormányfő - Halífa emír (1970–1995)[13]
- Kína (népköztársaság)
  - A kommunista párt főtitkára - 
    1. Csao Cejang (1987–1989)
    2. Csiang Cömin (1989–2002), főtitkár

  - Államfő - Jang Sang-kun (1988–1993), lista
  - Kormányfő - Li Peng (1987–1998), lista
- Kuvait (alkotmányos monarchia)
  - Uralkodó - III. Dzsáber emír (1977–2006),[14]
  - Kormányfő - Szaad al-Abdulláh al-Szálim asz-Szabáh (1978–2003),[14] lista
- Laosz (népköztársaság)
  - A kommunista párt főtitkára - Kajszone Phomviháne (1975–1992), főtitkár
  - Államfő - Szuphanuvong (1975–1991), lista
  - Kormányfő - Kajszone Phomviháne (1975–1991), lista
- Libanon (köztársaság)
  - Államfő - 
    1. Szelím al-Hossz (1988–1989)
    2. René Moawad (1989)
    3. Szelím al-Hossz (1989) ügyvivő
    4. Eliasz al-Hravi (1989–1998), lista

  - Kormányfő - Michel Aoun altábornagy (1988–1990), lista
- Makaó (Portugália tengerentúli területe)
  - Kormányzó - Carlos Montez Melancia (1987–1990), kormányzó
- Malajzia (parlamentáris monarchia)
  - Uralkodó - 
    1. Iskandar szultán (1984–1989)
    2. Azlan sah szultán (1989–1994)

  - Kormányfő - Mahathir bin Mohamad (1981–2003), lista
- Maldív-szigetek (köztársaság)
  - Államfő - Maumoon Abdul Gayoom (1978–2008), lista
- Mianmar (köztársaság)
- Az ország neve 1989. június 18-án változott Burmáról Mianmarra.
  - Államfő - Saw Maung (1988–1992), lista
  - Kormányfő - Saw Maung (1988–1992), lista
- Mongólia (népköztársaság)
  - A kommunista párt vezetője – Dzsambün Batmönkh (1984–1990), Mongol Forradalmi Néppárt Központi Bizottságának főtitkára
  - Államfő - Dzsambün Batmönkh (1984–1990), Mongólia Nagy Népi Hurálja Elnöksége elnöke, lista
  - Kormányfő - Dumaagiin Szodnom (1984–1990), lista
- Nepál (alkotmányos monarchia)
  - Uralkodó - Bírendra király (1972–2001)
  - Kormányfő - Marics Man Szing Sresztha (1986–1990), lista
- Omán (abszolút monarchia)
  - Uralkodó - Kábúsz szultán (1970–2020)
  - Kormányfő - Kábúsz bin Száid al Száid (1972–2020), lista
- Pakisztán (köztársaság)
  - Államfő - Gulám Isák Kán (1988–1993), lista
  - Kormányfő - Benazír Bhutto (1988–1990), lista
- Srí Lanka (köztársaság)
  - Államfő - 
    1. Junius Richard Jayewardene (1978–1989)
    2. Ranasinghe Premadasa (1989–1993), lista

  - Kormányfő - 
    1. Ranasinghe Premadasa (1978–1989)
    2. Dingiri Banda Vidzsetunge (1989–1993), lista
- Szaúd-Arábia (abszolút monarchia)
  - Uralkodó - Fahd király (1982–2005)
  - Kormányfő - Fahd király (1982–2005)
- Szingapúr (köztársaság)
  - Államfő - Ví Kimví (1985–1993), lista
  - Kormányfő - Li Kuang-jao (1959–1990)[15]
- Szíria (köztársaság)
  - Államfő - Hafez al-Aszad (1971–2000), lista
  - Kormányfő - Mahmoud Zuabi (1987–2000), lista
- Tajvan (köztársaság)
  - Államfő - Li Teng-huj (1988–2000), lista
  - Kormányfő - 
    1. Ju Kuova (1984–1989)
    2. Li Huan (1989–1990), lista
- Thaiföld (parlamentáris monarchia)
  - Uralkodó - Bhumibol Aduljadezs király (1946–2016)
  - Kormányfő - Csaticsaj Csoonhavan (1988–1991), lista
- Törökország (köztársaság)
  - Államfő - 
    1. Kenan Evren (1982–1989)
    2. Turgut Özal (1989–1993), lista

  - Kormányfő - 
    1. Turgut Özal (1983–1989)
    2. [ Ali Bozer (1989)
    3. Yıldırım Akbulut (1989–1991), lista
- Vietnám (népköztársaság)
  - A kommunista párt főtitkára - Nguyễn Văn Linh (1986–1991), főtitkár
  - Államfő - Võ Chí Công (1987–1992), lista
  - Kormányfő - Đỗ Mười (1988–1991), lista

## Óceánia
- Amerikai Szamoa (Az Amerikai Egyesült Államok külterülete)
  - Kormányzó - 
    1. A. P. Lutali (1985–1989)
    2. Peter Tali Coleman (1989–1993), lista
- Ausztrália (parlamentáris monarchia)
  - Uralkodó - II. Erzsébet királynő, Ausztrália királynője, (1952–2022)
  - Főkormányzó - 
    1. Sir Ninian Stephen (1982–1989)
    2. Bill Hayden (1989–1996), lista

  - Kormányfő - Bob Hawke (1983–1991), lista
  -  Karácsony-sziget (Ausztrália külterülete)
    - Adminisztrátor - AD. Taylor (1986–1990)

  -  Kókusz (Keeling)-szigetek (Ausztrália külterülete)
    - Adminisztrátor - Dawn Laurie (1988–1990)

  -  Norfolk-sziget (Ausztrália autonóm területe)
    - Adminisztrátor - 
      1. William McFadyen Campbell (1988–1989)
      2. Herbert Bruce MacDonald (1989–1992)

    - Kormányfő - 
      1. John Terence Brown (1986–1989)
      2. David Buffett (1989–1992), lista
- Északi-Mariana-szigetek (Az USA külbirtoka)
  - Kormányzó - Pedro Tenorio (1982–1990), lista
- Fidzsi (köztársaság)
  - Államfő - Penaia Ganilau (1987–1993), lista
  - Kormányfő - Ratu Sir Kamisese Mara (1987–1992), lista
- Francia Polinézia (Franciaország külterülete)
  - Főbiztos - Jean Montpezat (1987–1992), lista
  - Kormányfő - Alexandre Léontieff (1987–1991), lista
- Guam (Az USA külterülete)
  - Kormányzó - Joseph Franklin Ada (1987–1995), lista
- Kiribati (köztársaság)
  - Államfő - Ieremia Tabai (1983–1991), lista
- Marshall-szigetek (köztársaság)
  - Államfő - Amata Kabua (1979–1996),[16] lista
- Mikronézia (köztársaság)
  - Államfő - John Haglelgam (1987–1991), lista
- Nauru (köztársaság)
  - Államfő - 
    1. Hammer DeRoburt (1986–1989)
    2. Kenos Aroi (1989)
    3. Bernard Dowiyogo (1989–1995), lista
- Nyugat-Szamoa (parlamentáris monarchia)
  - Uralkodó - Malietoa Tanumafili II, O le Ao o le Malo (1962–2007)
  - Kormányfő - Tofilau Eti Alesana (1988–1998), lista
- Palau (ENSZ gyámsági terület)
  - Államfő - 
    1. Thomas Remengesau (1988–1989)
    2. Ngiratkel Etpison (1989–1993), lista
- Pápua Új-Guinea (parlamentáris monarchia)
  - Uralkodó - II. Erzsébet királynő, Pápua Új-Guinea királynője (1975–2022)
  - Főkormányzó - 
    1. Sir Kingsford Dibela (1983–1989)
    2. Sir Ignatius Kilage (1989), lista

  - Kormányfő - Rabbie Namaliu (1988–1992), lista
  -  Bougainville (autonóm terület)
  - Miniszterelnök – Joseph Kabui (1987–1990) adminisztrátor
- Pitcairn-szigetek (Az Egyesült Királyság külbirtoka)
  - Kormányzó - Robin Byatt (1987–1990), lista
- Salamon-szigetek (parlamentáris monarchia)
  - Uralkodó - II. Erzsébet királynő, a Salamon-szigetek királynője (1978–2022)
  - Főkormányzó - George Lepping (1988–1994), lista
  - Kormányfő - 
    1. Ezekiel Alebua (1986–1989)
    2. Solomon Mamaloni (1989–1993), lista
- Tonga (alkotmányos monarchia)
  - Uralkodó - IV. Tāufaʻāhau Tupou király (1965–2006)[17]
  - Kormányfő - Fatafehi Tu'ipelehake herceg (1965–1991),[17] lista
- Tuvalu (parlamentáris monarchia)
  - Uralkodó - II. Erzsébet királynő, Tuvalu királynője (1978–2022)
  - Főkormányzó - Sir Tupua Leupena (1986–1990), lista
  - Kormányfő - 
    1. Tomasi Puapua (1981–1989)
    2. Bikenibeu Paeniu (1989–1993), lista
- Új-Kaledónia (Franciaország külbirtoka)
  - Főbiztos - Bernard Grasset (1988–1991), lista
- Új-Zéland (parlamentáris monarchia)
  - Uralkodó - II. Erzsébet királynő, Új-Zéland királynője (1952–2022)
  - Főkormányzó - Sir Paul Reeves (1985–1990), lista
  - Kormányfő - 
    1. David Lange (1984–1989)
    2. Geoffrey Palmer (1989–1990, lista

  -  Cook-szigetek (Új-Zéland társult állama)
    - A királynő képviselője - Sir Tangaroa Tangaroa (1984–1990)
    - Kormányfő - 
      1. Pupuke Robati (1987–1989)
      2. Geoffrey Henry (1989–1999), lista

  -  Niue (Új-Zéland társult állama)
    - Kormányfő - Sir Robert Rex (1974–1992), lista

  -  Tokelau-szigetek (Új-Zéland külterülete)
    - Adminisztrátor - Neil Walter (1988–1990)
- Vanuatu (köztársaság)
  - Államfő - 
    1. Ati George Sokomanu (1984–1989)
    2. Onneyn Tahi (1989)
    3. Frederick Karlomuana Timakata (1989–1994), lista

  - Kormányfő - Walter Lini (1979–1991),[18] lista
- Wallis és Futuna (Franciaország külterülete)
  - Főadminisztrátor - Roger Dumec (1988–1990), lista
  - Területi Gyűlés elnöke - 
    1. Manuele Lisiahi (1988–1989)
    2. Pasilio Tui (1989–1990), lista